# Carmem Verônica
Carmelita Varella Alliz Sicart, mais conhecida como Carmem Verônica (Recife, 12 de junho de 1932), é uma atriz e ex-vedete brasileira.

## Carreira
Em 1952, aos dezoito anos, se tornou vedete – ou seja, atriz de teatro de revista – sendo uma das mais famosas da épocas e ficando entre 1953 e 1963 na lista das dez mais belas do jornalista Sérgio Porto (Stanislaw Ponte Preta). Nesta época ficou conhecida como a "Rainha da Frescura" devido à sua voz melosa, suas piscadelas de cílios e o jeito mole de falar. Após encerrar a carreira de vedete em 1965, passou 17 anos afastada da grande mídia antes de retomar a carreira de atriz no humorístico Chico Anysio Show. Em 2005 ganhou destaque ao interpretar a ex-vedete Mary Montilla na telenovela Belíssima.

## Vida pessoal
Filha de Jorge Carneiro Alliz e Carmen Rodrigues Varella, passou sua infância em Recife junto de seus irmãos Marco Antônio e Alda. Casou em 1955 com o empresário Jacques Sicart, ficando viúva no ano de 2022. Teve uma filha com Jacques, de nome Carmen Sylvia, nascida em Paris, França.

## Filmografia

### Televisão
| Ano     | Trabalho          | Personagem                             | Notas                                                               |
| ------- | ----------------- | -------------------------------------- | ------------------------------------------------------------------- |
| 1961–64 | Miss Campeonato   | Apresentadora                          |                                                                     |
| 1965    | Ceará contra 007  | Tereza                                 |                                                                     |
| 1965    | Quem Bate         | Lolita                                 |                                                                     |
| 1968    | Romeu e Julieta   | Mãe de Julieta                         |                                                                     |
| 1969    | Show do 7         | Avó da Chapeuzinho                     | Episódio: "Chapeuzinho Vermelho"                                    |
| 1982–90 | Chico Anysio Show | Maria Tereza                           |                                                                     |
| 1992    | Deus nos Acuda    | Xena Gusmão                            |                                                                     |
| 1997    | Por Amor          | Amiga de Meg                           | Episódio: "13 de outubro"                                           |
| 1999    | O Belo e as Feras | Ana Maria                              | Episódio: "Filho Porque Qui-lo"                                     |
| 2002    | Desejos de Mulher | Verônica                               | Episódio: "17 de março"                                             |
| 2003    | Kubanacan         | Anita Calábria                         | Episódio: "5 de maio"                                               |
| 2005    | Belíssima         | Mary Montilla / Maria Benedita Piedade |                                                                     |
| 2006    | O Profeta         | Lúcia Carvalho                         | Episódio: "16 de outubro"                                           |
| 2007    | Paraíso Tropical  | Mary Montilla                          | Episódio: "10 de março"                                             |
| 2007    | Zorra Total       | Prima Rica                             | Quadro: "Prima Rica e Prima Pobre"                                  |
| 2008    | Toma Lá, Dá Cá    | Leda                                   | Episódio: "A Vida é uma Roleta" Episódio: "O Buraco é Mais Embaixo" |
| 2009    | Caras & Bocas     | Dona Josefa Campos                     |                                                                     |
| 2011    | Batendo Ponto     | Leonora                                | Episódio: "Como Não Usar o Carro da Empresa"                        |
| 2013    | Sangue Bom        | Carmen Lúcia Lancaster (Karmita)       |                                                                     |
| 2014    | Amor Veríssimo    | Beth                                   | Episódio: "A Estrategista"                                          |
| 2015    | As Canalhas       | Dora                                   | Episódio: "Fátima"                                                  |
| 2015    | Aí Eu Vi Vantagem | Elza Barroso de Barros                 |                                                                     |
| 2017    | Dois Irmãos       | Estelita Raposo                        |                                                                     |

### Cinema
| Ano  | Trabalho                          | Personagem              |
| ---- | --------------------------------- | ----------------------- |
| 1959 | Aí Vem Alegria                    | Lolita                  |
| 1960 | Amor para Três                    | Estela                  |
| 1968 | A Espiã que Entrou em Fria        | Jane Bond               |
| 2007 | Sambando nas Brasas, Morô?        | —                       |
| 2013 | Vendo ou Alugo                    | Dagmar                  |
| 2013 | A Casa da Mãe Joana 2             | Madame Pedregal         |
| 2019 | Tá Rindo de Quê? Humor e Ditadura | Ela mesma(Documentário) |

## Teatro
| Ano     | Trabalho                            | Personagem |
| ------- | ----------------------------------- | ---------- |
| 1952–53 | Adorei Milhões                      | Vedete     |
| 1953    | Como É Diferente o Amor em Portugal | Vedete     |
| 1953–54 | Um Americano em Recife              | Vedete     |
| 1955    | Nós... Os Gatos                     | Vedete     |
| 1956    | Muito Boa! Mas Muito Mesmo!         | Vedete     |
| 1958    | Olho Mecânico                       | Vedete     |
| 1958–61 | Tourbillon                          | Vedete     |
| 1962    | Boa Noite, Betina!                  | Vedete     |
| 1963–65 | Teu Cabelo Não Nega                 | Vedete     |
| 2006    | Amigas para Sempre                  | Regina     |

## Prêmios e Indicações
| Ano  | Premiação                      | Categoria               | Nomeação       | Resultado |
| ---- | ------------------------------ | ----------------------- | -------------- | --------- |
| 2013 | Cine PE - Festival Audiovisual | Prêmio Especial do Júri | Vendo ou Alugo | Venceu    |